# Diou, Allier

Diou este o comună în departamentul Allier din centrul Franței. În 1 ianuarie 2022 avea o populație de 1.354 de locuitori.